# پوزانیکلین
پوزانیکلین (انگلیسی: Pozanicline) دارویی است دارای اثرات نوتروپیک و محافظت کننده عصبی است.  پژوهش‌های جانوری نشان داد که برای درمان ADHD سودمند است.